# Dispositivos móviles de riego por aspersión

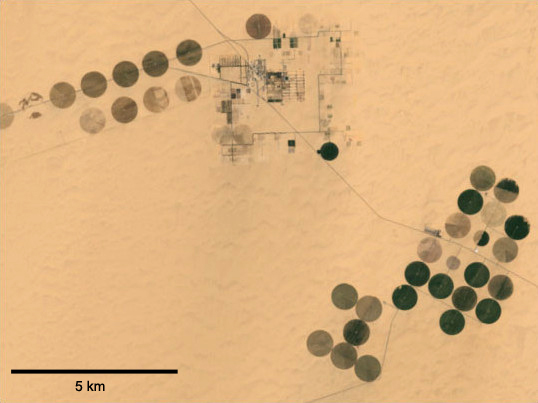
Vista aérea de un sistema de riego con pivote central, en el Sahara.

Los sistemas de riego por aspersión pueden ser:
- totalmente móviles;
- estar constituidos por una parte fija, enterrada, y una parte móvil;
- totalmente fijo.

Las partes móviles de riego por aspersión actualmente más utilizados son:

## Sistema totalmente móvil
Es el sistema más sencillo. Es apropiado para pequeñas superficies, próximas a canales, acequias, ríos, o en general a una fuente de agua.
Consta de:
- una bomba eventualmente montada en un carrito, o acoplada a la toma de fuerza de un tractor;
- tubería porta hidrantes, esta tubería una vez instalada permanece en su sitio durante todo el tiempo que dura el riego del campo;
- tubería porta aspersores, esta tubería se va conectando a los diversos hidrantes;
- aspersores.

## Alas móviles

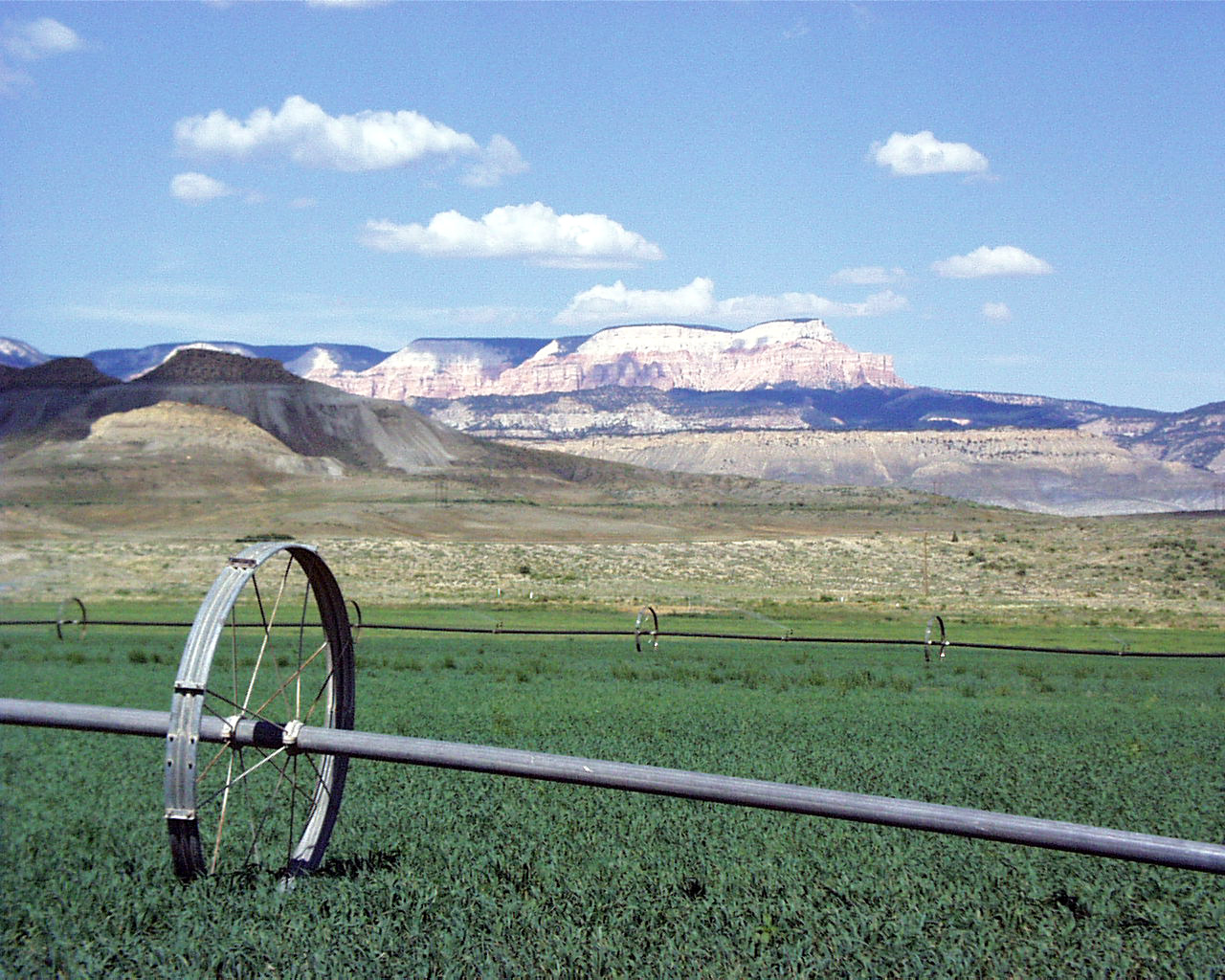
Alas móviles rodantes. Nótese el aspersor entre las dos ruedas.

Las alas móviles, o tuberías porta aspersores se conectan a los hidrantes fijos, alimentados por tuberías subterráneas.
Este sistema de riego, muy utilizado hasta los años 1970 - 80 requiere de una importante cantidad de mano de obra para cambiar de posición las alas móviles cada 6 - 8 horas. 

Las alas móviles tienen una limitación en su extensión, dada por la diferencia aceptable (en general del 10 al 15%) en la intensidad de la precipitación entre el primer y el último aspersor.

## Aspersores tipo cañón

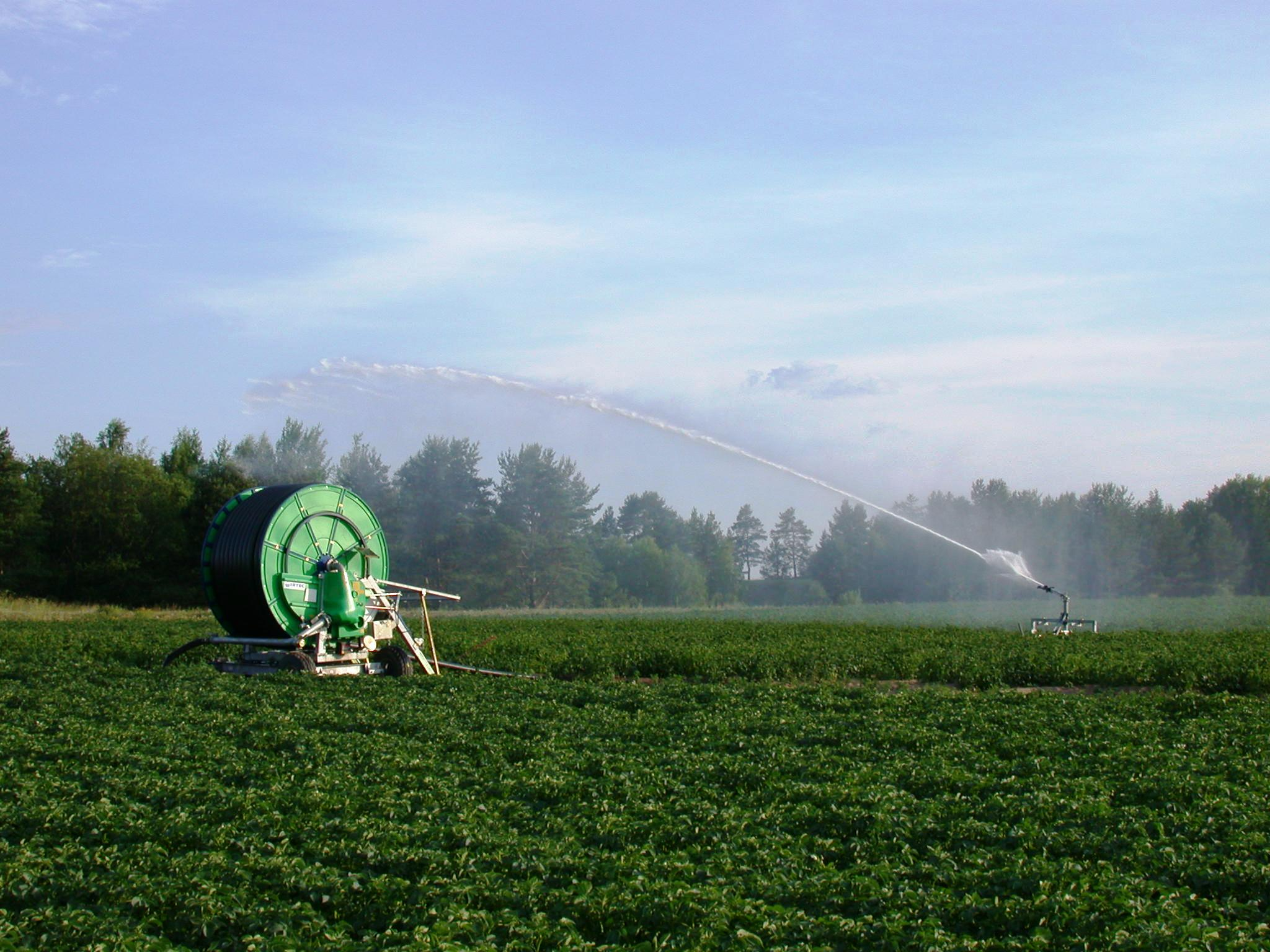
Aspersor tipo cañón autopropulsado en operación.

Este sistema, también conocido como "side-roll", requiere de poco personal, ya que, el cambio de posición del cañón, de un campo a otro, es fácilmente hecho con la ayuda de un tractor pequeño. Por otra parte, su movimiento, dentro del campo, es autopropulsado por una pequeña turbina hidráulica accionada por la misma agua, antes de llegar al orificio de salida.

### Inconveniente
Para funcionar correctamente el cañón debe contar con una presión considerable, variable entre 40 y 70 m de columna de agua. Esto, sumado al diámetro del orificio, hace que el tamaño de las gotas sea significativo.
Si estas gotas caen sobre un terreno con poca cobertura vegetal puede causar daños a la estructura de la capa vegetal, entre otras cosas provoca la compactación del terreno.

## Pivote central

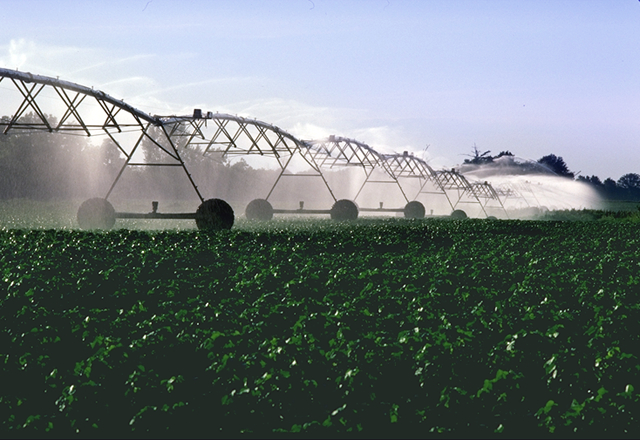
Pivote central en operación.

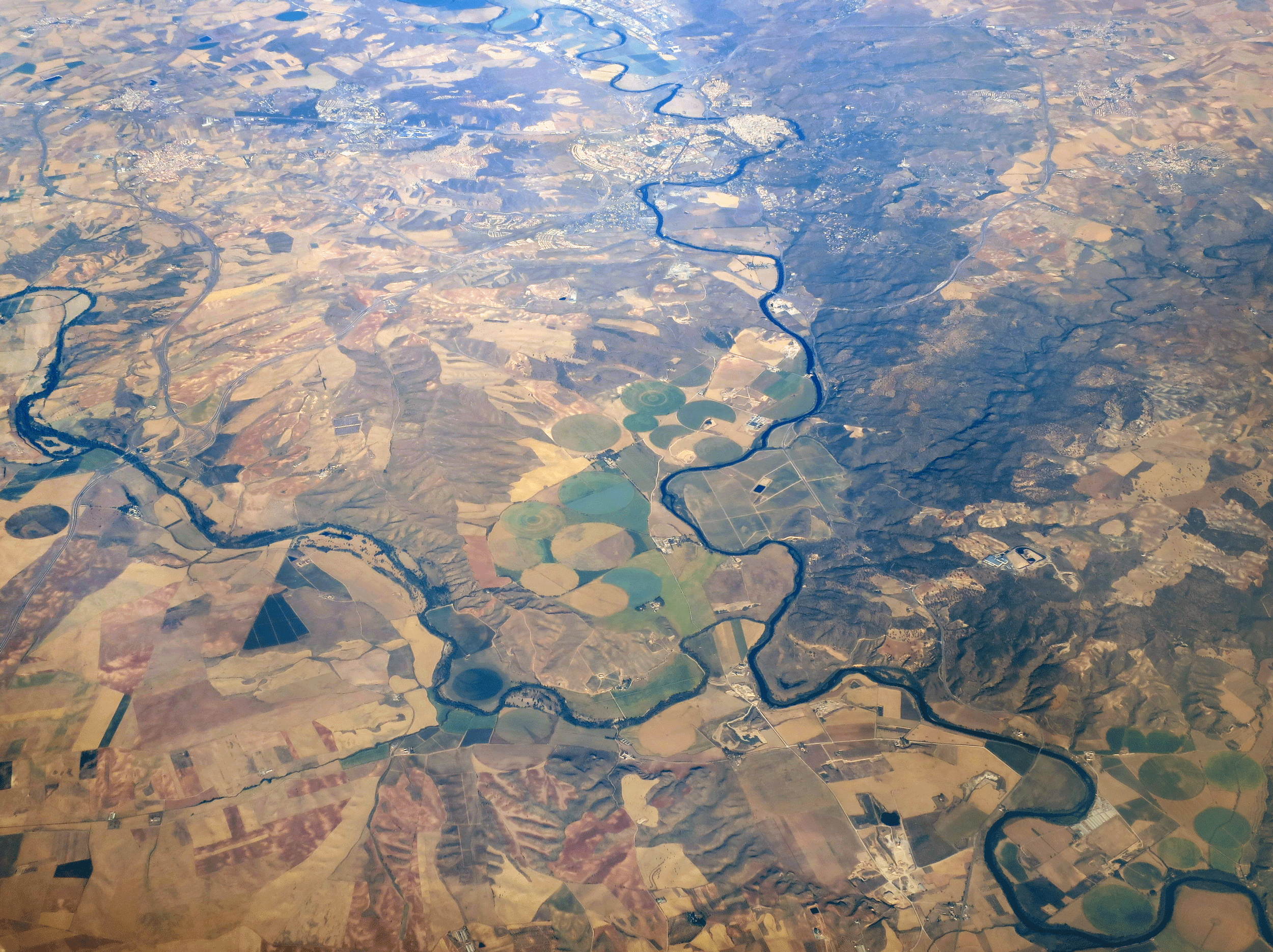
El uso del pivote central cerca del río Tajo en España.

Los sistemas de pivote central riegan superficies de grandes dimensiones de forma circular. Se emplean en sitios donde el agua es un factor fuertemente limitante. También en campos donde se desea aumentar la eficiencia del riego, aprovechando mejor el agua y aumentando fuertemente los rendimientos de los cultivos. La eficiencia en el riego por pivote es de un 85% a 90%.
Es un sistema que se adapta a las ondulaciones del terreno(este no necesita ser plano). Dependiendo del fabricante y del diseño del equipo se pueden utilizar en terrenos con hasta un 30% de pendiente.
La distribución del agua a lo largo de la estructura la realiza el fabricante seleccionando el tamaño y la separación de los aspersores. Los aspersores ubicados cerca del centro del pivote necesitan entregar menor cantidad de agua que aquellos ubicados hacia el final. Con las nuevas tecnologías en aspersores para pivotes, los fabricantes han logrado bajar aún más la presión de operación de los aspersores (hasta 6-10 psi =0,42-0,7bar); y con ello, la presión de operación de los pivotes (y el consumo de energía).
La mayor proporción del mercado mundial de riego por pivote son de accionamiento eléctrico, ya que existen diversos fabricantes (Irrifrance, Chamsa, RKD, Valley, Pierce, Rokking, Reinke, Bauer, Ice Innova (Irrigation Components Europe)).
Los pivotes de accionamiento eléctrico detienen cientos de veces cada día sus motores. La velocidad de los motores eléctricos es fija y cada una de las torres del pivote describe una circunferencia distinta. Para que el pivote, se desplace como un todo, deben detenerse las torres que van más avanzadas y esperar a que sean alcanzadas por las otras torres, y luego se ponen nuevamente en funcionamiento.
Los pivotes de accionamiento hidráulico regulan automáticamente la velocidad para cada una de sus torres, por lo cual, todas se encuentran en movimiento en forma simultánea, y a la velocidad requerida. Como todas las torres se mueven constantemente, la uniformidad en el riego es mayor.
No existen diferencias en el consumo de energía entre un pivote de accionamiento eléctrico y uno hidráulico. La suma del tamaño de los motores eléctricos del pivote de accionamiento eléctrico equivale al tamaño del motor que impulsa la bomba hidráulica del pivote de accionamiento hidráulico. Donde existe un pivote eléctrico se puede reemplazar este por un pivote hidráulico sin la necesidad de cambiar los cableados que alimentan de energía al pivote.
Los pivotes de accionamiento eléctrico son más complejos. Poseen cajas de control en cada una de las torres que operan los motores eléctricos. El mantenimiento es realizado por un eléctrico con conocimientos en el área.
Los pivotes de accionamiento hidráulico tienen una bomba hidráulica central y motores hidráulicos en cada una de sus torres (similar a como opera la maquinaria pesada para el movimiento de tierra). Son simples de operar y mantener.
Los cultivos que generalmente se riegan con los sistemas de pivote central son maíz, soja, trigo, algodón, maní, papa, girasol, alfalfa, sorgo, remolacha azucarera, hortalizas, pasturas naturales, etc.
También existen instalaciones de pivotes centrales donde se han reemplazado los aspersores por líneas de goteros, lo que permite regar por goteo algunos cultivos, pero a un menor costo de instalación.
La corrosión causa en los pivotes eléctricos y sus complejos sistemas de accionamiento, mal funcionamiento después de un tiempo. Esto se acentúa cuando se hace fertirrigación (por ejemplo con urea y ácido fosfórico).
Los pivotes pueden ser operados por simples tableros o hasta por complejos sistemas computarizados con comunicación vía telefónica o radio. En este caso, el pivote puede por ejemplo ponerse en funcionamiento dependiendo de la humedad del suelo o de las condiciones meteorológicas.

## Alas móviles autopropelidas
El ala móvil es semejante al ala móvil del pivote central, pero está ligada a un tractor equipado con una bomba que se mueve paralelo a un canal de alimentación.